# 索讷
索讷（法語：Saulnes，法語發音：[so(l)n]）是法国默尔特-摩泽尔省的一个市镇，位于该省北部，和卢森堡接壤，属于布里埃区。

## 地理
索讷（49°31'58"N, 5°49'33"E）面积4 平方千米，位于法国大東部大區默尔特-摩泽尔省，该省份为法国东北部内陆省份，是洛林的一部分，北邻比利时、卢森堡，北起顺时针与摩泽尔省、下莱茵省、孚日省和默兹省接壤。
与索讷接壤的市镇（或旧市镇、城区）包括：迪弗當日、佩唐日、埃尔瑟朗日、于西尼-戈德布朗日、隆拉维尔。

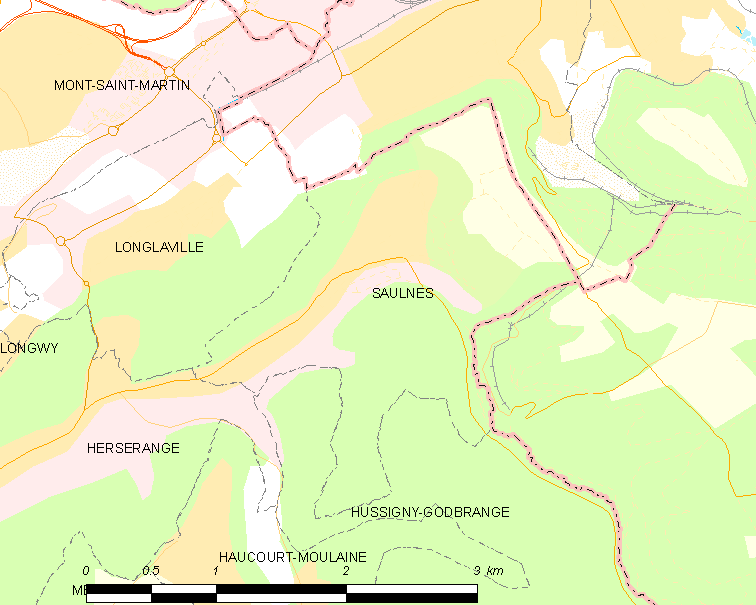
索讷的OSM定位图

索讷的时区为UTC+01:00、UTC+02:00（夏令时）。

## 行政
索讷的邮政编码为54650，INSEE市镇编码为54493。

## 政治
索讷所属的省级选区为维勒吕县。

## 人口

1962-2008年间索讷人口变化图示

索讷于2022年1月1日时的人口数量为2261人。